# Наруквица пријатељства
Наруквица пријатељства је украсна наруквица коју једна особа даје другој као симбол пријатељства. Наруквице пријатељства су најчешће ручно рађене, обично од конца и представљају врсту макрамеа. Постоје различити стилови и обрасци, али већина се заснива на истом једноставном полу-запетом чвору. Они подсећају на пријатељство које је снажно и вечно.
Количина конца који се користи у наруквицама варира у зависности од шаре. Најмањи узорак, дупли ланчани чвор, захтева две нити, док неки узорци могу имати три или више нити у зависности од жељене дебљине.
Наруквице пријатељства су први пут постале популарне у Сједињеним Државама током 1970-их. Обично их носе и мушки и женски тинејџери и деца.  Сада су популарне широм света    и не само међу тинејџерима већ и међу старијом генерацијом. Наруквице пријатељства могу се носити у разним приликама; на пример, идеални су као модни додатак на плажи јер су направљени од материјала који се неће лако уништити и са којима се може слободно пливати. 

## Историја
Савремена популарност наруквица пријатељства почела је 1980-их када су виђене током протеста због нестанка Маја Индијанаца и сељака у Гватемали.  Наруквице пријатељства су у Сједињене Државе донеле верске групе за употребу на политичким скуповима. 
Наруквице пријатељства могу имати много значења и симболичке употребе, као што су пријатељство, народна уметност или друштвене изјаве.  Иако је опште прихваћено да порекло ових шарених трака потиче од староседелаца Централне и Јужне Америке, неки украсни чворови могу се пратити до Кине од 481. до 221. године пре нове ере. 

## Традиција
По традицији, пријатељу се на ручни зглоб веже наруквица као симбол пријатељства и у том тренутку се може нешто пожелети. Наруквицу треба носити док се потпуно не истроши и сама не падне у част труда и љубави уложених у њену израду. У тренутку када наруквица сама од себе падне, жеља треба да се оствари. 

## Врсте
Постоје различите врсте наруквица пријатељства, на пример нормалне наруквице или алфа наруквице, које су плетене на различите начине. Нормалне наруквице су плетене дијагонално, док су алфа наруквице плетене хоризонтално.
За сваку од различитих врста наруквица за пријатељство постоји велики број различитих образаца који се преносе са особе на особу или се могу наћи у књигама или на веб-сајтовима. Количина могућих образаца је бесконачна. Само они најпознатији и најчешће коришћени имају имена.
Према неким тумачењима, неке од боја наруквица описују карактер драге особе:

Розе – за некога ко је драг, добар, пријатан

Црвена – за некога ко је искрен

Наранџаста – за некога ко је енергичан

Жута – за некога ко је весео, раздраган

Зелена – за некога ко је одговоран

Плава – за некога ко је одан.